# Bongos
«Bongos» (с англ. — «Бонго») — сингл американской хип-хоп исполнительницы Карди Би записанный при участии Megan Thee Stallion. Он был выпущен 8 сентября 2023 года на лейбле Atlantic Records. Трек знаменует собой второе сотрудничество рэперш после их хита 2020 года «WAP». Песня дебютировала под номером 14 в главном сингловом чарте Америки Billboard Hot 100.

## Предыстория
Карди Би и Megan Thee Stallion анонсировали «Bongos» 4 сентября 2023 года, поделившись обложкой и датой выпуска в социальных сетях. Карди Би рассказала в интервью журналу Vogue México y Latinoamérica в августе 2023 года, что не собирается больше выпускать коллаборации до выхода своего следующего сольного сингла.

## Видеоклип
Музыкальное видео было выпущено вместе с песней 8 сентября 2023 года. Режиссёром выступила Таня Муиньо. Клип был снят в поместье Беверли-Хиллз и Малибу, с бюджетом в 2 миллиона долларов. В интервью IHeartRadio Карди Би объяснила, что изначально планировала снять видео на эту песню за пределами США, но сезон ураганов в Атлантике вынудил её снимать проект в Малибу. Исполнительница назвала видео «сложным» и «красивым» и отметила, что в нём присутствует «совершенно новая тема».

## Отзывы
Таня Гарсия из Variety отметила, что в песне есть «биты в латиноамериканском стиле», в которых пара «зачитывает свои куплеты поверх басовой партии, провоцирующей на тверк».

## Живые выступления
12 сентября 2023 года Карди и Меган впервые исполнили «Bongos» на церемонии вручения наград MTV Video Music Awards 2023. Выступление началось с того, что Карди спустилась на сцену с большого диско-шара, после чего девушки вместе исполнили танцевальную программу в блестящих синих нарядах в окружении танцоров. Джастин Курто из Vulture похвалил выступление и назвал его самым ярким событием вечера, тогда как Мэдисон Блум из Pitchfork посчитала его «скучным» и менее запоминающимся, чем их первое сотрудничество «WAP» (2020).

## Чарты
| Чарты (2023—2024)                     | Высшая позиция |
| ------------------------------------- | -------------- |
| Австралия (ARIA)                      | 78             |
| Австралия Hip Hop/R&B (ARIA)          | 16             |
| Канада (Billboard Canadian Hot 100)   | 43             |
| Мир (Billboard Global 200)            | 26             |
| Ирландия (IRMA)                       | 64             |
| Литва (AGATA)                         | 12             |
| Новая Зеландия Hot Singles (RMNZ)     | 6              |
| Нигерия (TurnTable Top 100)           | 71             |
| Швеция (Sverigetopplistan)            | 15             |
| Великобритания (OCC UK Singles)       | 35             |
| Великобритания (OCC UK Hip Hop/R&B)   | 16             |
| США (Billboard Hot 100)               | 14             |
| США (Billboard Hot R&B/Hip-Hop Songs) | 4              |
| США (Billboard R&B/Hip-Hop Airplay)   | 5              |
| США (Billboard Rhythmic)              | 2              |

| Чарты (2023)                          | Высшая позиция |
| ------------------------------------- | -------------- |
| США Hot R&B/Hip-Hop Songs (Billboard) | 92             |

## Награды и номинации
| Год  | Премия                  | Награда                  | Результат | Прим.  |
| ---- | ----------------------- | ------------------------ | --------- | ------ |
| 2023 | MTV Europe Music Awards | Лучшее музыкальное видео | Номинация | [ 27 ] |

## История релиза
| Регион | Дата             | Формат                        | Версии          | Лейбл    | Прим.  |
| ------ | ---------------- | ----------------------------- | --------------- | -------- | ------ |
| Мир    | 8 сентября 2023  | CD цифровая загрузка стриминг | Оригинальная    | Atlantic | [ 28 ] |
| Италия | 8 сентября 2023  | AirPlay                       | Оригинальная    | Warner   | [ 29 ] |
| Мир    | 11 сентября 2023 | цифровая загрузка стриминг    | The Pack EP     | Atlantic | [ 30 ] |
| Мир    | 14 сентября 2023 | цифровая загрузка стриминг    | Jersey club mix | Atlantic | [ 31 ] |